# Simon Vinkenoog

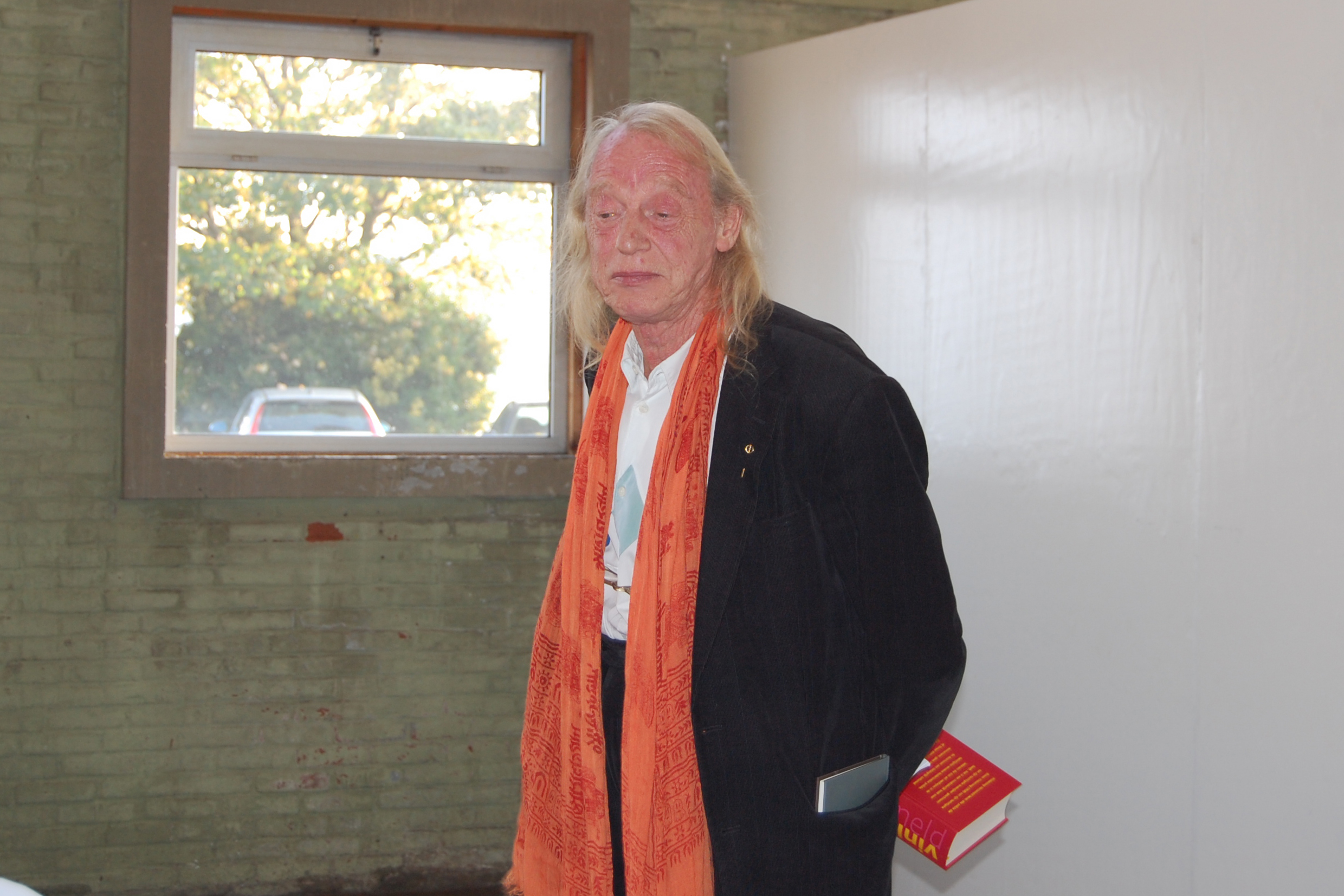
Simon Vinkenoog en octobre 2008 à la présentation de son livre de poésie complète Vinkenoog Verzameld

Simon Vinkenoog, né le 18 juillet 1928 à Amsterdam, mort le 12 juillet 2009 à Amsterdam, est un écrivain et poète néerlandais

## Biographie
Simon Vinkenoog est né à Amsterdam dans le quartier populaire De Pijp. En 1944 reçoit son diplôme d'enseignement secondaire MULO.
De 1949 à 1956, il travaille pour l'UNESCO à Paris en France où il habite en tout 8 ans.
Il débute en 1950 avec un recueil de poésie : "Windroos" (fr: Rose de vent).
La même année, à 21 ans, il fonde la revue littéraire néerlandaise : Blurb, dont il édite les 4 premiers numéros seul à partir de Paris. Ensuite, d'autres auteurs néerlandais vont participer, entre autres : Hans Andreus, Armando, Hugo Claus, Jan Hanlo, W.F. Hermans et Hans Lodeizen. Blurb et une autre revue littéraire, Braak, sont les initiateurs de la période des Vijftigers, les auteurs des années 1950.Il est très proche des peintres du mouvement Cobra, notamment de Guillaume Corneille.
Vinkenoog a beaucoup expérimenté de drogues hallucinogènes. Après un premier article sur le LSD en 1968 dans la revue Bres, il participe régulièrement à cette revue.
En 2004 il a été élu intérimairement Poète de la Patrie, mais cette élection n'a pas été reconnue. En 2006, on lui a propagé officieusement le titre de « ambassadeur du hashish ».
Simon Vinkenoog est mort le 12 juillet 2009 à 80 ans. Il laisse cinq enfants et sa dernière femme (il a été marié six fois). Il a été inhumé au cimetière Sint Barbara à Amsterdam.

## Source
- (nl) Cet article est partiellement ou en totalité issu de l’article de Wikipédia en néerlandais intitulé « Simon Vinkenoog » (voir la liste des auteurs).